# Liu Bocheng
Liu Bocheng (ur. 4 grudnia 1892 w Kaixian w prow. Syczuan, zm. 7 października 1986 w Pekinie) – chiński wojskowy, marszałek ChRL.

## Życiorys
Syn wędrownego muzyka, w 1911 roku ukończył akademię wojskową w Chengdu. Po wybuchu rewolucji Xinhai przyłączył się do powstańców. W 1914 roku wstąpił do Kuomintangu. Brał udział w walkach z Yuan Shikaiem a następnie lokalnymi militarystami w prowincji Syczuan. Podczas bitwy pod Fengdu w 1916 roku został ranny w głowę i stracił prawe oko, przez co zyskał sobie później przydomek „Jednookiego Smoka” (chiń. 独眼龙, Duyanlong).
Na początku lat 20. związał się z ruchem komunistycznym, w 1926 roku wstąpił do KPCh. Uczestnik ekspedycji północnej. Po rozłamie między KMT a komunistami w 1927 roku wziął udział w powstaniu w Nanchangu. Po jego upadku wyjechał w grudniu 1927 roku na studia wojskowe do Moskwy. Po powrocie do Chin w 1931 roku przebywał na terenie Chińskiej Republiki Radzieckiej w Jiangxi, brał udział w walkach z Kuomintangiem. W trakcie Długiego Marszu wziął udział w wędrówce na północ w oddziałach Zhanga Guotao. Przeciwnik maoistowskiej koncepcji partyzanckiej wojny ludowej, opowiadał się za prowadzeniem walki w oparciu o regularne siły zbrojne. Poparł jednak Mao Zedonga podczas konferencji w Zunyi.
Podczas wojny chińsko-japońskiej (1937–1945) dowódca 129 dywizji VIII Armii, prowadzącej walkę w regionie Hebei. Po wznowieniu wojny domowej jeden z czołowych dowódców ChALW. We wrześniu 1945 roku rozbił siły Yan Xishana podczas kampanii Shangdang. Dowodził wojskami komunistycznymi w decydującej kampanii Huaihai w listopadzie 1948 roku, a wiosną 1949 roku brał udział w forsowaniu rzeki Jangcy. Pod koniec 1949 roku rozbił siły Kuomintangu utrzymujące się w południowo-zachodnich Chinach (prowincje Syczuan, Kuejczou, Xikang i Junnan). Rok później dowodził wojskami chińskimi podczas zajęcia Tybetu.
W 1955 roku mianowany jednym z dziesięciu marszałków ChRL. W 1956 roku wybrany na członka Biura Politycznego KPCh, a w 1961 roku także wiceprzewodniczącym Stałego Komitetu OZPL. Zwolennik modernizacji chińskiej armii, popadł w konflikt z dążącym do upolitycznienia sił zbrojnych marszałkiem Lin Biao.
Jako jeden z nielicznych wysokich dowódców uniknął prześladowań w okresie rewolucji kulturalnej. Pod koniec życia z powodu postępującej utraty wzroku w jedynym oku nie brał już czynnego udziału w życiu politycznym, w 1980 roku zrezygnował z funkcji wiceprzewodniczącego Stałego Komitetu OZPL i członka Politbiura KPCh. Po 1978 roku poparł reformy Deng Xiaopinga.